# Palembang
Palembang är den näst största staden på Sumatra i Indonesien och är belägen på den södra delen av ön. Den är administrativ huvudort för provinsen Sumatera Selatan och folkmängden uppgår till cirka 1,7 miljoner invånare.
Palembang ligger på Sumatras slättland vid floden Musi, 80 km från dess mynning. Staden har en stor kinesisk minoritet. Palembang har en stor flodhamn varifrån petroleumprodukter, gummi, timmer, kaffe och ananas exporteras. I staden finns stora oljeraffinaderier, konstgödselfabrik och skeppsvarv.
Palmembang var ockuperat av japanerna 1943–1945. 

## Palembang under japansk ockupation
Palembang hade hög prioritet som mål för de japanska styrkorna i Stilla havet, eftersom det var där som några av de viktigaste oljeraffinaderierna i Sydostasien fanns. Ett oljeembargo hade ålagts Japan av USA, Nederländerna och Storbritannien. Eftersom området kring Palembang hade god bränsleförsörjning och bra flygfält, hade Palembang stor betydelse som plats för militärbaser, både för de allierade styrkorna och för och japanerna.
13–16 februari 1942 inleddes det första japanska angreppet på Palembang. Medan de allierades flygplan attackerade japanska fartyg den 13 februari, transporterade japanska Kawasaki Ki-56-flygplan fallskärmsjägare, som de släppte ner över flygplatsen Pangkalan Benteng. Samtidigt släppte bomplanen Mitsubishi Ki-21 ner leveranser till de japanska fallskärmshopparna. Så många som 180 soldater från det japanska 2:a fallskärmsregementet, under överste Seiichi Kume, hoppade mellan Palembang och Pangkalan Benteng, och mer än 90 soldater kom ner väster om raffinaderierna vid Plaju. Även om de japanska fallskärmshopparna misslyckades med att ta flygplatsen Pangkalan Benteng, lyckades de ta över hela oljeraffinaderiet i Plaju, som var oskadat. Det andra oljeraffinaderiet, det i Sungai Gerong, revs dock framgångsrikt av de allierade. Två timmar efter de första fallskärmshoppen släpptes ytterligare 60 japanska fallskärmshoppare nära flygplatsen Pangkalan Benteng.
När den japanska landsättningsstyrkan närmade sig Sumatra attackerade de återstående allierade flygplanen den, och det japanska transportskeppet Otawa Maru  sjönk. Hawker Hurricane-flygplan besköt japanska landsättningsfartyg med sina kulsprutor. På eftermiddagen den 15 februari sändes dock alla allierade flygplan till Java, där en stor japansk attack förväntades. De allierade stridsflygenheterna hade dragits tillbaka från södra Sumatra på kvällen den 16 februari 1942. Övrig personal evakuerades via Oosthaven (nu Bandar Lampung) med fartyg till Java eller Indien. 
Japanarna lyckades återställa produktionen vid båda huvudraffinaderierna, och de petroleumprodukter som framställdes där hade stor betydelse för deras krigsinsatser. Trots allierade luftattacker bibehölls produktionen till stor del.
I augusti 1944 flög USAAF B-29 bombplan från Indien och bombade raffinaderierna i Palmenbang i det bombningsuppdrag som under andra världskriget var det uppdrag där planen behövde flyga längst sträcka.

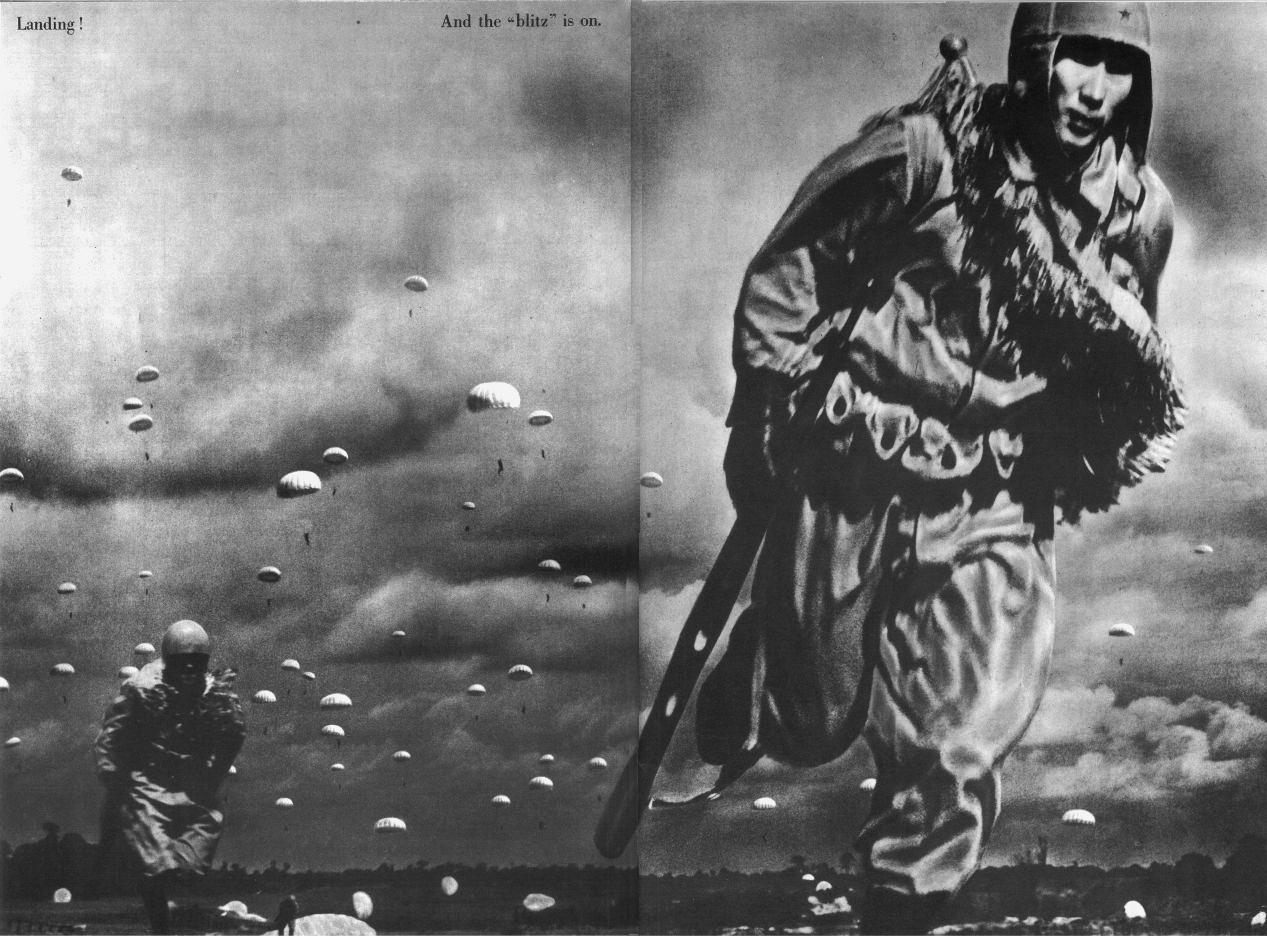
Japansk fallskärmsjägare som går i land under slaget om Palembang, 13 februari 1942.

## Administrativ indelning
Palembang består av 18 kecamatan (underdistrikt), som i sin tur är indelade i 107 kelurahan ("urbana byar").
| Underdistrikt     | Yta km² | Befolkning 2020 | Antal kelurahan |
| ----------------- | ------- | --------------- | --------------- |
| Ilir Barat Dua    | 6,22    | 67 645          | 7               |
| Gandus            | 68,78   | 72 154          | 5               |
| Seberang Ulu Satu | 8,28    | 90 914          | 5               |
| Kertapati         | 42,56   | 90 977          | 6               |
| Jakabaring        | 9,16    | 90 384          | 5               |
| Seberang Ulu Dua  | 10,69   | 100 915         | 7               |
| Plaju             | 15,17   | 93 739          | 7               |
| Ilir Barat Satu   | 19,77   | 142 912         | 6               |
| Bukitkecil        | 9,92    | 38 238          | 6               |
| Ilir Timur Satu   | 6,50    | 67 171          | 11              |
| Kemuning          | 9,00    | 81 255          | 6               |
| Ilir Timur Dua    | 10,82   | 85 131          | 6               |
| Kalidoni          | 27,92   | 121 073         | 5               |
| Ilir Timur Tiga   | 14,76   | 74 329          | 6               |
| Sako              | 18,04   | 107 724         | 4               |
| Sematangborang    | 36,98   | 55 495          | 4               |
| Sukarami          | 51,46   | 183 246         | 7               |
| Alang-Alang Lebar | 34,58   | 104 862         | 4               |
| Total             | 400,61  | 1 668 164       | 107             |

Översättning av suffixen i några av distriktsnamnen: "Satu" = "Ett"; "Dua" = "Två"; "Tiga" = "Tre"; "Timur" = "Östra"; "Barat" = "Västra".